# پراش

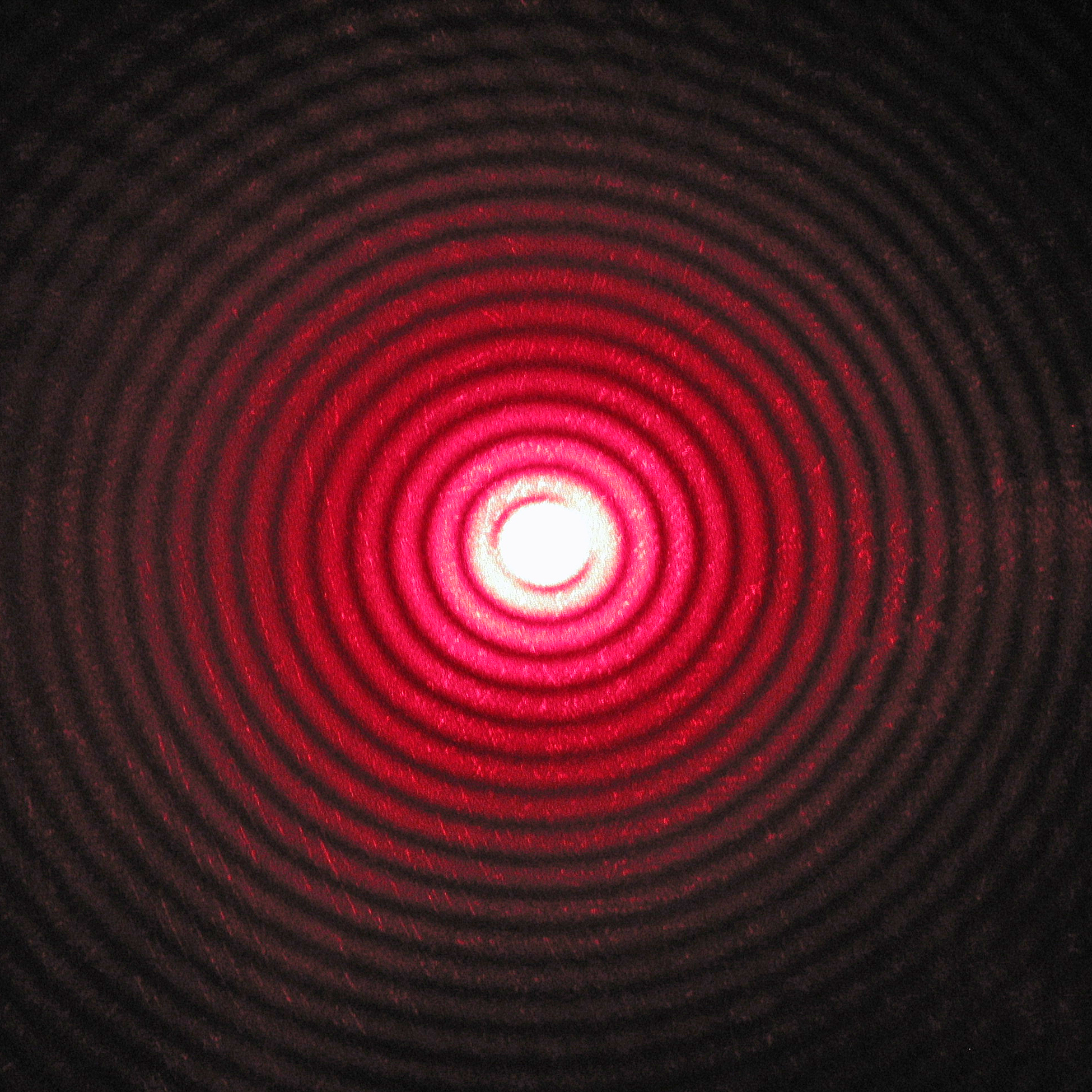
الگوی پراش یک پرتو لیزر قرمز تصویر شده بر روی یک صفحه پس از عبور از یک دریچه دایره ای موجود در یک صفحه دیگر.

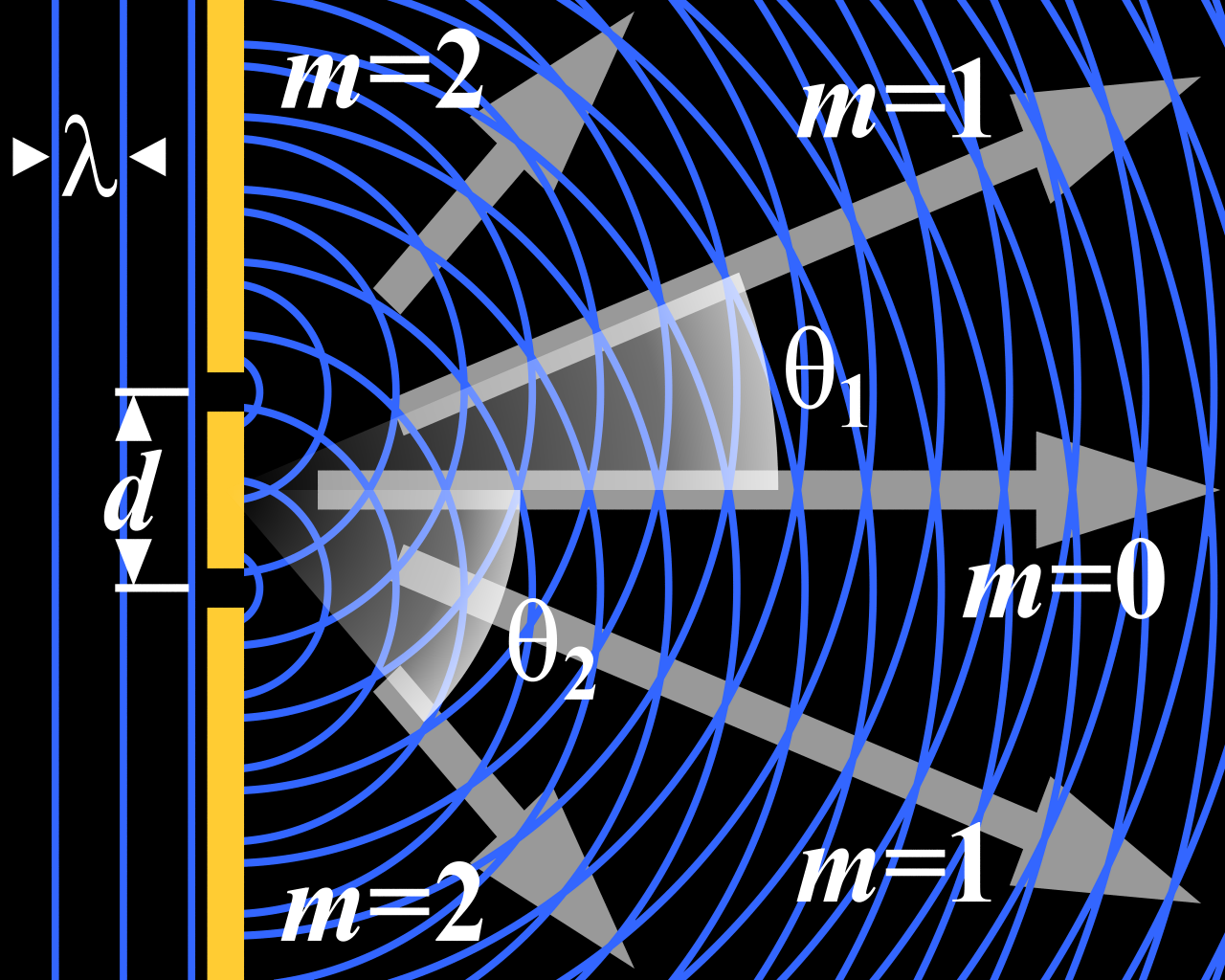

پَراش یا تَفَرُّق (به انگلیسی: Diffraction) به پدیده‌های مختلفی گفته می‌شود که هنگام برخورد نور با مانع یا گذر آن از یک روزنه به وجود می‌آید. این پدیده‌ها را با عنوان خمیدگی نور در اطراف یک روزنه یا گوشه‌های یک مانع یا در طول یک دیافراگم و ورود به منطقهٔ سایه هندسی تعریف می‌کنند. شیء یا دیافراگمی که موجب خمش نور می‌شود به عنوان منابع ثانویه انتشار نور شناخته می‌شوند.

## تاریخچه
اولین مطالعه تفصیلی منتشرشده دربارهٔ انحراف نور از مسیر مستقیم توسط فرانچسکو گریمالدی در قرن هفدهم انجام گرفت و آن را پراش نامید.

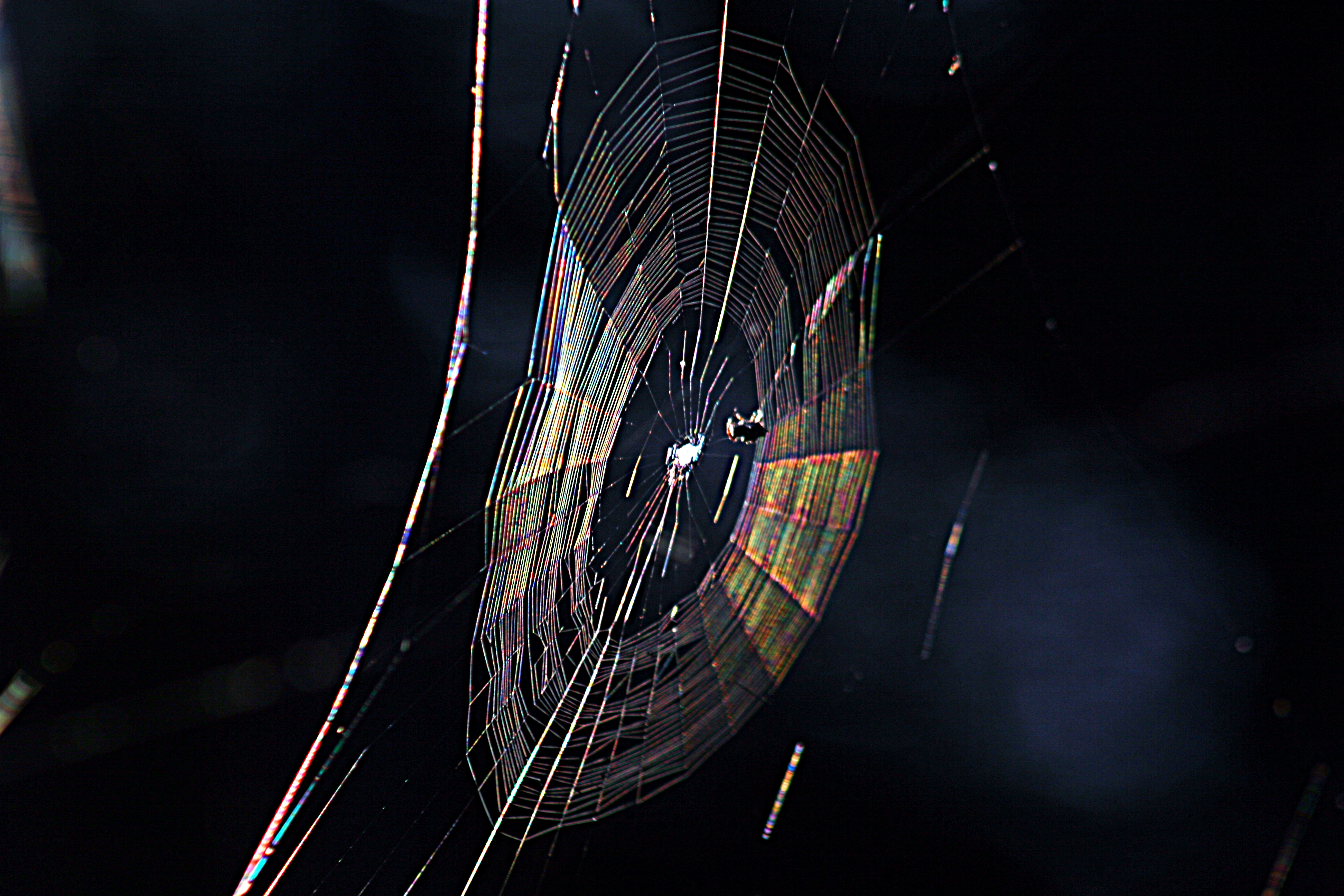
رنگ‌های دیده شده روی تار عنکبوت تا حدودی به علت پدیدهٔ پراش است.

در توصیف پدیده‌های نوری، رویکردهای متعددی بوده‌اند. در اولین رویکرد نور به عنوان یک پرتو با جهت انتشار مشخص و با انتشار خطی در نظر گرفته می‌شد. این رویکرد به نور، با نام نورشناسی هندسی شناخته می‌شود. هنگام مطالعه پدیده‌های متعددی که در طبیعت اتفاق می‌افتد، پدیده‌هایی نیز با این رویکرد قابل تفسیر نبودند. پدیده پراش یکی از آن‌هاست. برای مطالعه این پدیده‌ها پس از کشف ماهیت الکترومغناطیسی و موجی نور، نورشناسی موجی بنیان نهاده شد.
مشاهدات نشان می‌داد که انحراف از مدل هندسی نور در کناره مرزهای سایه‌ها و جاهایی که تعداد زیادی از پرتوها به هم می‌رسند بیشتر خود را نشان می‌دهد. این انحراف به صورت نواحی تاریک و روشن خود را نشان می‌داد. تئوری پراش عمدتاً به بررسی این انحراف‌ها می‌پردازد.

## بررسی پراش نور
گوستاو کیرشهف توانست مبنایی ریاضی برای کارهای فِرِنل به‌دست آورد که به نظریه کیرشهف (نظریه انتگرالی کیرشهف) موسوم شد. البته نظریه موجی به دو بخش تئوری اسکالر موجی و تئوری برداری موجی تقسیم می‌شود.
آخرین نظریهٔ، که به مطالعه ماهیت نور می‌پردازد به نظریهٔ نور فوتونی یا نورالکترودینامیک کوانتومی یا همان نورشناخت کوانتومی موسوم است که در آن نور را به صورت کوانتاهایی به نام فوتون در نظر می‌گیرد.